# Molgula tubifera
Molgula tubifera is een zakpijpensoort uit de familie van de Molgulidae. De wetenschappelijke naam van de soort is voor het eerst geldig gepubliceerd in 1844 door Orstedt.